# Point Robinson Light
Point Robinson Light je maják na Robinsonově mysu, na pobřeží Pugetova zálivu v americkém státě Washington. Robinsonův mys je nejvýchodnějším bodem Mauryho ostrova.
Dnešní maják byl postaven v roce 1915 s dvanáctimetrovou věží a Fresnelovou čočkou a je tak viditelný až v devatenáctikilometrové vzdálenosti. Věž je dvojčetem věže majáku Alki Point Light. Maják byl automatizován v roce 1978. Bliká následovně: tři sekundy svítí, sekundu ne, tři sekundy svítí, pět sekund ne. V roce 2008 odmontovala pobřežní stráž původní Fresnelovu čočku a nahradila ji moderním vybavením. Originální čočka je stále na místě a přístupná pro turisty. Maják a mys jsou částí parku a rekreační oblasti Vashon-Maury Island.